# Championnat d'Allemagne de football 1945-1946
Navigation
(Gauligen
1944-1945) Championnats des
zones d'occupation
1946-1947
En 1945-1946, les compétitions de football en Allemagne sont cantonnées au niveau régional voire local, en fonction des zones d'occupation.

## Contexte
Il est évident que cette compétition se déroule dans un contexte très particulier, celui de la fin de l’Allemagne nazie.
Pour rappel, les nations alliées victorieuses s’étaient entendues pour partager le territoire allemand en quatre zones d’occupation. L’ancienne capitale du IIIe Reich a été découpée en autant de secteurs.
Parmi les mesures prises pour purger l’Allemagne du Nazisme, il y eut celle décrétant l’interdiction et la dissolution de tous les anciens clubs sportifs et de toutes les formes d’associations (voir Directive n°23).
Avec l’aval des autorités militaires concernées, des communautés sportives ou des groupes sportifs, en Allemand Sportgemeinschaft ou Sportgruppe, tous deux abrégés par "SG" purent être reconstitués. 
A Berlin et dans la zone soviétique, cette directive est appliquée à la lettre et prédomine jusqu'à la scission de l'Allemagne en deux États distincts en 1949. Par contre dans les trois autres régions occidentales placées sous administration alliée, les clubs sont dissous, reconstitués sous forme de SG, mais sont autorisés très rapidement à reprendre leur nom initial.

## Zone américaine
La Fußball Oberliga Süd 1945-1946 (en français : Ligue supérieure de football d'Allemagne du Sud 1945-1946) qui porte aussi le nom de Meisterschaft in der Amerikanischen Besatzungszone (Championnat de la zone d'occupation américaine) est une ligue de football précisément organisée dans cette zone d'occupation américaine. Elle couvre le Sud du pays et regroupe les futurs Länder du Bade-Wurtemberg, de Bavière et de Hesse. Situés dans le Nord, le territoire de la ville libre de Brême et celui de l'enclave de Bremerhaven, également placé sous administration américaine, ne participent pas à cette "Oberliga". Les équipes de la partie du Sud de l'actuel Land de Bade-Wurtemberg sont situées dans la zone d'occupation française et participent aux compétitions de cette zone.
Elle est la toute première compétition de football organisée en Allemagne après la Seconde Guerre mondiale, puisqu'elle démarre en novembre 1945, soit deux mois avant l'Oberliga Südwest qui débute en janvier 1946.
À noter que durant cette même saison est également organisée une Berliner Stadtliga.

### Fußball Oberliga Süd 1945-1946
Le VfB Stuttgart remporte cette ligue avec un point d'avance sur le 1. FC Nuremberg. À noter que les égalités sont départagées selon le principe du "Goal Average" (en Allemand: Tor Quotient) et non de la différence de buts.
|    |    |                        | M  | G  | N  | P  | +  | -   | Avg  | Pts |
| -- | -- | ---------------------- | -- | -- | -- | -- | -- | --- | ---- | --- |
| Ch | 1  | VfB Stuttgart          | 30 | 21 | 4  | 5  | 91 | 34  | 2,67 | 46  |
|    | 2  | 1. FC Nürnberg         | 30 | 20 | 5  | 5  | 86 | 44  | 1,95 | 45  |
|    | 3  | SV Stuttgarter Kickers | 30 | 17 | 8  | 5  | 88 | 51  | 1,72 | 42  |
|    | 4  | SV 07 Waldhof          | 30 | 16 | 7  | 7  | 55 | 36  | 1,53 | 39  |
|    | 5  | TSV Schwaben Augsburg  | 30 | 16 | 7  | 7  | 68 | 45  | 1,51 | 39  |
|    | 6  | FC Bayern München      | 30 | 12 | 10 | 8  | 67 | 48  | 1,39 | 34  |
|    | 7  | 1. FC Schweinfurt 05   | 30 | 14 | 5  | 11 | 55 | 40  | 1,38 | 33  |
|    | 8  | BC Augsburg            | 30 | 9  | 10 | 11 | 49 | 64  | 0,77 | 28  |
|    | 9  | TSV 1860 München       | 30 | 10 | 7  | 13 | 52 | 44  | 1,18 | 27  |
|    | 10 | FSV Frankfurt          | 30 | 8  | 10 | 12 | 44 | 62  | 0,70 | 26  |
|    | 11 | SG Eintracht Frankfurt | 30 | 9  | 7  | 14 | 71 | 75  | 0,95 | 25  |
|    | 12 | Offenbacher FC Kickers | 30 | 10 | 4  | 16 | 60 | 72  | 0,83 | 24  |
|    | 13 | SpVgg Fürth            | 30 | 8  | 6  | 16 | 46 | 69  | 0,67 | 22  |
|    | 14 | VfR Mannheim           | 30 | 6  | 7  | 17 | 41 | 74  | 0,55 | 19  |
|    | 15 | SV Phönix Karlsruhe    | 30 | 7  | 4  | 17 | 54 | 90  | 0,60 | 18  |
|    | 16 | Karlsruher FV          | 30 | 3  | 7  | 20 | 33 | 112 | 0,29 | 13  |

### Promotions
En vue de l'édition 1946-1947 de la Fußball Oberliga Süd, quatre équipes supplémentaires sont admises : SV Viktoria Aschaffenburg, 1. FC 01 Bamberg, VfL Neckarau et TSG 1846 Ulm.

## Zone française
La Fußball Oberliga Südwest 1945-1946 (en français : Ligue supérieure de football d'Allemagne du Sud-Ouest 1945-1946) qui porte aussi le nom de Meisterschaft in der Französischen Besatzungszone (Championnat de la zone d'occupation française) es une ligue de football organisée précisément en zone d'occupation française. Cette zone couvre le Sud-Ouest du pays, et regroupe les futurs Länder de Sarre, et de Rhénanie-Palatinat. Certaines équipes rhénannes de l'actuel Land de Hesse et d'autres situées au Sud de l'actuel Land de Bade-Wurtemberg sont englobées dans cette compétition.
Elle constitue la deuxième compétition de football organisée en Allemagne (hors-Berlin), après la Seconde Guerre mondiale, puisqu'elle démarre en novembre 1945, soit deux mois après l'Oberliga Süd qui débute en novembre 1945.
À noter que durant cette même saison est également organisée une Berliner Stadtliga.

### Fußball Oberliga Südwest 1945-1946
Le 1. FC Saarbrücken remporte cette ligue. Après avoir été champion du Groupe Nord, l'équipe sarroise gagne la finale devant le Fortuna Rastatt.
Dans les différents groupes qui sont disputées, les égalités de points sont départagées selon le principe du "Goal Average" (en Allemand: Tor Quotient) et non de la différence de buts.

#### Groupe Nord
|   |    |                           | M  | G  | N | P  | +  | -  | Avg  | Pts |
| - | -- | ------------------------- | -- | -- | - | -- | -- | -- | ---- | --- |
| Q | 1  | 1. FC Saarbrücken         | 18 | 15 | 1 | 2  | 67 | 16 | 4,19 | 31  |
|   | 2  | 1. FC Kaiserslautern      | 18 | 14 | 2 | 2  | 85 | 24 | 3,54 | 30  |
|   | 3  | VfB Neunkirchen           | 18 | 11 | 4 | 3  | 61 | 26 | 2,35 | 26  |
|   | 4  | VfR Wormatia Worms 08     | 18 | 8  | 4 | 6  | 45 | 40 | 1,13 | 20  |
|   | 5  | VfR Frankenthal           | 18 | 8  | 3 | 7  | 43 | 53 | 0,81 | 19  |
|   | 6  | FK Pirmasens              | 18 | 6  | 1 | 11 | 34 | 44 | 0,77 | 13  |
|   | 7  | SV Phönix 03 Ludwigshafen | 18 | 3  | 6 | 9  | 27 | 51 | 0,53 | 12  |
|   | 8  | 1. FC Idar                | 18 | 4  | 3 | 11 | 31 | 74 | 0,42 | 11  |
|   | 9  | Hassia Bingen             | 18 | 5  | 1 | 12 | 27 | 72 | 0,38 | 11  |
|   | 10 | FSV Mainz 05              | 18 | 2  | 3 | 13 | 20 | 58 | 0,34 | 7   |

#### Groupe Sud

##### Sous-groupe Est
|   |   |                   | M  | G | N | P | +  | -  | Avg  | Pts |
| - | - | ----------------- | -- | - | - | - | -- | -- | ---- | --- |
| Q | 1 | VfL Konztanz      | 14 | ? | ? | ? | 60 | 15 | 4,00 | 22  |
|   | 2 | ASV Villingen     | 14 | ? | ? | ? | 60 | 15 | 4,00 | 21  |
|   | 3 | FC Radolfzell     | 14 | ? | ? | ? | 35 | 23 | 1,52 | 19  |
|   | 4 | Eintracht Singen  | 14 | ? | ? | ? | 37 | 29 | 1,28 | 17  |
|   | 5 | SV Donaueschingen | 14 | ? | ? | ? | 34 | 28 | 1,21 | 15  |
|   | 6 | SV Gottmadingen   | 14 | ? | ? | ? | 13 | 44 | 0,30 | 7   |
|   | 7 | SpVgg Rielasingen | 14 | ? | ? | ? | 11 | 53 | 0,21 | 7   |
|   | 8 | VfR Engen         | 14 | ? | ? | ? | 13 | 46 | 0,28 | 4   |

##### Sous-groupe Ouest
|    |   |                     | M  | G | N | P | +  | -  | Avg  | Pts |
| -- | - | ------------------- | -- | - | - | - | -- | -- | ---- | --- |
| TM | 1 | Fortuna Rastatt     | 16 | ? | ? | ? | 51 | 26 | 1,96 | 26  |
| TM | 2 | Fortuna Freiburg    | 16 | ? | ? | ? | 72 | 15 | 4,80 | 26  |
|    | 3 | VfL Freiburg        | 14 | ? | ? | ? | 38 | 25 | 1,52 | 18  |
|    | 4 | Lahrer Sportfreunde | 16 | ? | ? | ? | 36 | 29 | 1,24 | 17  |
|    | 5 | Offenburger SV      | 16 | ? | ? | ? | 33 | 31 | 1,24 | 14  |
|    | 6 | SV Emmendingen      | 15 | ? | ? | ? | 26 | 37 | 0,70 | 12  |
|    | 7 | ASV Freiburg        | 16 | ? | ? | ? | 33 | 67 | 0,49 | 12  |
|    | 8 | Stadt Baden-Baden   | 16 | ? | ? | ? | 30 | 50 | 0,60 | 8   |
|    | 9 | Blau-Weiss Freiburg | 14 | ? | ? | ? | 20 | 58 | 0,34 | 7   |

- Test-match pour désigner le qualifié:

| Date       | Match                              | Résultat |
| ---------- | ---------------------------------- | -------- |
| xx/xx/1946 | Fortuna Rastatt – Fortuna Freiburg | 1-0      |
| Q          | FC Rastatt 04                      | Qualifié |

- Finale du Groupe Sud:

| Date       | Match                           | Résultat |
| ---------- | ------------------------------- | -------- |
| xx/xx/1946 | Fortuna Rastatt – VfL Constance | 4-0      |
| Q          | FC Rastatt 04                   | Qualifié |

#### Finale de l'Oberliga Südwest
| Date       | Match                               | Résultat |
| ---------- | ----------------------------------- | -------- |
| 26/07/1946 | 1. FC Saarbrücken – Fortuna Rastatt | 5-0      |
| 11/08/1946 | Fortuna Rastatt - 1. FC Saarbrücken | 4-4      |
| C          | 1. FC Saarbrücken                   | Champion |

### Fusions temporaires / Changements d'appellation
Dans cette ligue certaines formations sont le fruit d'une fusion temporaire entre plusieurs clubs d'une même locatité :
- VfL Kontanz : fusion temporaire entre le FC 1900 Konstanz, le VfR Konstanz (qui avait arrêté ses activités en 1943) et le TV 61 Konstanz. En 1953, le club adopte son nom officiel en FC Konstanz 1900 VfR.
- ASV Freiburg : fruit d'une fusion temporaire entre le SpVgg Wiehre, le Post Freiburg et l'ASV Freiburg. À noter qu'en 1994, le SpVgg Wiehre fusionne avec le Blau-Weiss Freiburg pour former le Blau-Weiss Wiehre Fribourg.
- Stadt Baden-Baden : n'est pas un club à part entière, mais une "sélection" des meilleurs joueurs de la ville de Baden-Baden.

Par ailleurs, plusieurs équipes s'alignent avec le nom sous lequel elles avaient été reconstituées après la dissolution évoquée ci-dessus. Voici la liste des clubs et la dénomination qu'ils reprennent officiellement par la suite :
- VfB Neunkirchen devient VfB Borussia Neunkirchen.
- ASV Villingen devient FC 08 Villingen.
- Eintracht Singen devient FC Singen 04.
- 1. FC Donaueschingen devient SV Donaueschingen qui fusionna en 1972 avec une autre club pour former le FV Donaueschingen.
- SV Gottmadingen devient FC Gottmadingen.
- SpVgg Rielasingen devient FC Rielasingen 1911, qui fusionna en 1994 avec le FV Arlen pour former 1. FC Rielasigen-Arlen.
- Fortuna Rastatt devient FC Rastatt 04.
- Fortuna Freiburg devient Freiburger FC.
- VfL Freiburg devient SC Freiburg.
- Offenburger SV devient Offenburger FV 07.
- SV Emmendingen devient FC Emmendingen 03.
- Blau Weiss Freiburg, ancien Freiburger Kickers, il fusionne en 1994, avec le SpVgg Wiehre pour former le Blau-Weiss Wiehre Fribourg.

## Zone britannique

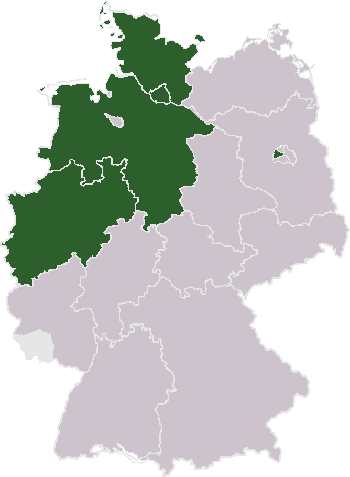
Zone d'occupation britannique

La situation en zone d'occupation britannique était bien différente, et la réorganisation du football y fut bien plus ardue. Selon les positions des commandants respectifs, les championnats ne pouvaient se dérouler qu'au niveau local, ou plus rarement au niveau des Bezirke. 

### Nord
En Allemagne du Nord, la compétitions se tenaient au niveau local. Des championnats municipaux sont disputés à Osnabrück, Brême et Hambourg, et sont remportés par le TuS Haste, le Werder Bremen et le Hamburger SV.
La zone couverte par l'Oberliga Niedersachsen Süd (Basse-Saxe Sud) était quant à elle un peu plus grande, et le TSV Braunschweig (nom abrégé du Braunschweiger TSV Eintracht) s'impose sur un championnat comportant 10 équipes. Le Teutonia Uelzen remporte le championnat du Nord-Est d'Hanovre.
Dans le Schleswig-Holstein, les championnats sont cantonnés à des districts plus petits. Dans le district Nord, l'ATSV Flensburg (club précurseur du TSB Flensburg, dont la section handball fusionne avec celle du Handewitter SV au sein du SG Flensburg-Handewitt, club de Handball-Bundesliga), tandis que dans le district Sud, c'est le VfB Lübeck. Dans le district Est A, le Eckernförder SV est champion devant le Holstein Kiel, dans le district Est B, c'est le FC Kilia Kiel qui est champion. 
La difficulté de traiter avec les autorités d'occupation britanniques est illustrée par la tentative des clubs du Nord d'organiser un championnat d'Allemagne du Nord, lequel sera interdit et abandonné en quarts de finale.

#### Résultats connus

##### Champions
| ATSV Flensburg   | → Schleswig-Holstein-Nord    |
| Eckernförder SV  | → Schleswig-Holstein-Ost-„A“ |
| FVgg Kilia Kiel  | → Schleswig-Holstein-Ost-„B“ |
| VfB Lübeck       | → Schleswig-Holstein Süd     |
| Hamburger SV     | → Hamburg                    |
| TSV Braunschweig | → Niedersachsen-Süd          |
| Werder Bremen    | → Bremen                     |
| TuS Haste 01     | → Osnabrück                  |
| Teutonia Uelzen  | → Nordosthannover            |

##### Schleswig-Holstein
Bezirk Nord
|      |                    | M  | G | N | P | +  | -  | Pts |
| ---- | ------------------ | -- | - | - | - | -- | -- | --- |
| 01.  | Flensburg 08       | 08 | 7 | 1 | 0 | 36 | 11 | 15  |
| 02.  | ATSV Flensburg     | 09 |   |   |   | 37 | 13 | 14  |
| 03.  | Flensburger SC     | 11 |   |   |   | 24 | 27 | 13  |
| 04.  | Husum 1918         | 06 | 4 | 2 | 0 | 33 | 12 | 10  |
| 05.  | Bredstedter TSV    | 07 |   |   |   | 29 | 20 | 08  |
| 06.  | FC Nordmark Satrup | 10 |   |   |   | 36 | 37 | 08  |
| 07.  | TSV Niebüll        | 05 | 2 | 2 | 1 | 13 | 16 | 06  |
| 08.  | Vorwärts Schleswig | 07 |   |   |   | 18 | 15 | 06  |
| 09.  | Flensburg 08 „I b“ | 08 |   |   |   | 14 | 23 | 06  |
| 010. | Schleswig 06       | 03 |   |   |   | 05 | 07 | 04  |
| 011. | Post Flensburg     | 08 |   |   |   | 19 | 32 | 04  |
| 012. | TSV Kappeln        | 08 |   |   |   | 13 | 57 | 03  |

Bezirk Ost A
|     |                     | M  | G | N | P | +  | -  | Pts |
| --- | ------------------- | -- | - | - | - | -- | -- | --- |
| 01. | Eckernförder SV     | 06 | 5 | 1 | 0 | 25 | 05 | 11  |
| 02. | Holstein Kiel       | 06 | 5 | 0 | 1 | 45 | 03 | 10  |
| 03. | VfB Kiel            | 06 |   |   |   | 19 | 20 | 07  |
| 04. | Comet Kiel          | 07 |   |   |   | 19 | 21 | 07  |
| 05. | Gut-Heil Neumünster | 05 |   |   |   | 17 | 29 | 05  |
| 06. | Eintracht Kiel      | 06 |   |   |   | 23 | 29 | 04  |
| 07. | TSV Gaarden         | 07 |   |   |   | 18 | 31 | 04  |
| 08. | Olympia Neumünster  | 05 | 0 | 0 | 5 | 09 | 37 | 0   |

Bezirk Ost B

Champion : FVgg Kilia Kiel. Autres participants connus : SC Friedrichsort 08, Rendsburger TSV, VfR Neumünster et Borussia Gaarden.
Bezirk Süd
|     |                      | M  | G | N | P  | +  | -  | Pts |
| --- | -------------------- | -- | - | - | -- | -- | -- | --- |
| 01. | VfB Lübeck           | 08 | 8 | 0 | 0  | 30 | 04 | 16  |
| 02. | LBV Phönix           | 10 | 8 | 0 | 02 | 39 | 14 | 16  |
| 03. | VfL Oldesloe         | 12 | 8 | 0 | 04 | 30 | 24 | 16  |
| 04. | TSV Schlutup         | 11 | 6 | 1 | 04 | 32 | 13 | 13  |
| 05. | TSV Kücknitz         | 12 | 5 | 2 | 05 | 19 | 28 | 12  |
| 06. | Lübecker SV Gut Heil | 11 | 4 | 3 | 04 | 25 | 28 | 11  |
| 07. | ATV Moisling         | 10 | 4 | 0 | 06 | 15 | 31 | 08  |
| 08. | ATV Marli            | 12 | 1 | 3 | 08 | 17 | 28 | 05  |
| 09. | Victoria Lübeck      | 12 | 0 | 1 | 11 | 12 | 49 | 01  |

##### Hambourg
|     |                       | M  | G  | N | P  | +  | -  | Pts |
| --- | --------------------- | -- | -- | - | -- | -- | -- | --- |
| 01. | Hamburger SV          | 12 | 10 | 2 | 0  | 75 | 11 | 22  |
| 02. | FC St. Pauli          | 12 | 10 | 1 | 01 | 54 | 10 | 21  |
| 03. | Altona 93             | 12 | 08 | 1 | 03 | 36 | 12 | 17  |
| 04. | SV Blankenese         | 12 | 07 | 2 | 03 | 28 | 30 | 16  |
| 05. | Union 03 Altona       | 12 | 06 | 3 | 03 | 27 | 26 | 15  |
| 06. | SC Concordia von 1907 | 12 | 07 | 0 | 05 | 51 | 27 | 14  |
| 07. | Eimsbütteler TV       | 12 | 06 | 0 | 06 | 47 | 23 | 12  |
| 08. | SC Victoria Hamburg   | 12 | 05 | 2 | 05 | 30 | 31 | 12  |
| 09. | Post SV Hamburg       | 12 | 05 | 0 | 07 | 32 | 51 | 10  |
| 10. | Viktoria Wilhelmsburg | 12 | 03 | 1 | 08 | 25 | 49 | 07  |
| 11. | TuS Finkenwärder      | 12 | 03 | 0 | 09 | 16 | 62 | 06  |
| 12. | SV West-Eimsbüttel    | 12 | 01 | 1 | 10 | 14 | 56 | 03  |
| 13. | Wilhelmsburg 09       | 12 | 0  | 1 | 11 | 17 | 64 | 01  |

##### Niedersachsen & Bremen
Le futur Land de Basse-Saxe était alors divisé comme suit : Province de Hanovre, État libre de Brunswick, État libre d'Oldenbourg et Principauté de Schaumbourg-Lippe. Le championnat "Niedersachsen-Süd" correspond au territoire de l'ancien Gau Südhannover-Braunschweig
Niedersachsen-Süd
|     |                        | M | G  | N | P | +  | -  | Pts |
| --- | ---------------------- | - | -- | - | - | -- | -- | --- |
| 01. | TSV Braunschweig       | 9 | 10 | 0 | 2 | 33 | 14 | 14  |
| 02. | Wolfenbütteler SV      | 9 | 10 | 1 | 2 | 28 | 17 | 13  |
| 03. | Hannover 96            | 9 | 8  | 0 | 3 | 19 | 15 | 12  |
| 04. | SV Arminia Hannover    | 9 | 7  | 3 | 2 | 29 | 13 | 11  |
| 05. | Werder Hannover        | 9 | 6  | 1 | 3 | 24 | 25 | 11  |
| 06. | Schwarz-Gelb Göttingen | 9 | 7  | 1 | 4 | 31 | 21 | 09  |
| 07. | SV Linden 07           | 9 | 6  | 2 | 4 | 25 | 21 | 08  |
| 08. | VfB Braunschweig       | 9 | 5  | 2 | 5 | 14 | 33 | 06  |
| 09. | VfB Peine              | 9 | 5  | 1 | 6 | 16 | 25 | 05  |
| 10. | VfV Hildesheim         | 9 | 3  | 1 | 8 | 10 | 45 | 01  |

Le VfB Peine se maintient lors d'un tour de relégation face au VfB Braunschweig et au VfV Hildesheim. Sont promus : TuSpo Holzminden, ATSV Nienburg et MTV Braunschweig.
Bremen (Endrunde)
|     |                | M | G | N | P | +  | -  | Pts |
| --- | -------------- | - | - | - | - | -- | -- | --- |
| 01. | Werder Bremen  | 6 | 4 | 1 | 1 | 17 | 10 | 9   |
| 02. | ASV Blumenthal | 6 | 3 | 2 | 1 | 12 | 14 | 8   |
| 03. | VfL Hemelingen | 6 | 1 | 2 | 3 | 07 | 12 | 4   |
| 04. | Bremer SV      | 6 | 1 | 1 | 4 | 10 | 10 | 3   |

Osnabrück
|     |                        | M  | G | N | P | +  | -  | Pts |
| --- | ---------------------- | -- | - | - | - | -- | -- | --- |
| 01. | TuS Haste 01           | 14 |   |   |   | 74 | 22 | 24  |
| 02. | Eintracht Osnabrück    | 14 |   |   |   | 65 | 27 | 23  |
| 03. | 1. FSV Osnabrück       | 14 |   |   |   | 66 | 21 | 21  |
| 04. | Grün-Weiß Osnabrück    | 14 |   |   |   | 25 | 37 | 14  |
| 05. | Fortuna Osnabrück      | 14 |   |   |   | 36 | 56 | 10  |
| 06. | Sportfreunde Osnabrück | 14 |   |   |   | 30 | 48 | 09  |
| 07. | TSG Osnabrück          | 14 |   |   |   | 16 | 71 | 07  |
| 08. | SV Eversburg           | 14 |   |   |   | 29 | 56 | 04  |

Ost-Hannover
|     |                     | M | G | N | P | +  | -  | Pts |
| --- | ------------------- | - | - | - | - | -- | -- | --- |
| 01. | Teutonia Uelzen     | 6 |   |   |   | 27 | 11 | 10  |
| 02. | Eintracht Osnabrück | 6 |   |   |   | 17 | 13 | 09  |
| 03. | SC Uelzen 09        | 6 |   |   |   | 15 | 12 | 08  |
| 04. | FS Lüneburg         | 6 |   |   |   | 14 | 18 | 05  |
| 05. | Lüneburger SK       | 6 |   |   |   | 13 | 20 | 04  |
| 06. | SV Munster          | 6 |   |   |   | 13 | 16 | 04  |
| 07. | TSC Winsen-Borstel  | 6 |   |   |   | 12 | 21 | 02  |

##### Tour final
Qualification Schleswig-Holstein
|            | Résultat |                |
| VfB Lübeck | 4-3      | ATSV Flensburg |

Tour préliminaire
|                  | Résultat |                   |
| Werder Bremen    | 2-1      | Hannover 96       |
| Teutonia Uelzen  | 1-4      | Hamburger SV      |
| VfB Lübeck       | 0-4      | Altona 93         |
| TSV Braunschweig | 2-1      | Wolfenbütteler SV |
| 1. FSV Osnabrück | 2-1      | AATS Bremerhaven  |
| Arminia Hannover | 3-2ap    | Bremer SV         |
| SpVgg Blankenese | non joué | Kilia Kiel        |
| FC St. Pauli     | non joué | Holstein Kiel     |

Quarts de finale
|                  | Résultat |                  |
| Altona 93        | 3-5      | TSV Braunschweig |
| Hamburger SV     | 2-1      | Werder Bremen    |
| 1. FSV Osnabrück | 4-2      | FC St. Pauli     |
| Arminia Hannover | 1-1      | SpVgg Blankenese |

1. 1 2 3  Match joué en tant que match amical après l'annulation du tournoi.

### Ouest
À l'Ouest, après quelques difficultés, le SG Düren 99 et le Rot-Weiß Oberhausen sont sacrés champions des districts du Rhin moyen et de Basse-Rhénanie respectivement. En Westphalie, une Bezirksliga à deux groupes est même créée, dont les champions sont le FC Schalke 04 et le SpVgg Erkenschwick. La finale du championnat n'est toutefois pas disputée.

#### Résultats connus

##### Champions
| FC Schalke 04       | → Westfalen Gruppe 1  |
| SpVgg Erkenschwick  | → Westfalen Gruppe 2  |
| SG Düren 99         | → Mittelrhein         |
| VfL Benrath         | → Berg-Mark           |
| Rheydter SV         | → Linker Niederrhein  |
| Rot-Weiß Oberhausen | → Rechter Niederrhein |
| SC Preußen 02 Essen | → Ruhr                |

##### Westfalen
Groupe 1
|     |                         | M  | G  | N | P  | +  | -  | Pts |
| --- | ----------------------- | -- | -- | - | -- | -- | -- | --- |
| 01. | FC Schalke 04           | 16 | 13 | 2 | 01 | 60 | 13 | 28  |
| 02. | Westfalia Herne         | 16 | 09 | 1 | 06 | 45 | 26 | 19  |
| 03. | Alemannia Gelsenkirchen | 16 | 08 | 3 | 05 | 36 | 24 | 19  |
| 04. | SpVgg Röhlinghausen     | 16 | 06 | 5 | 05 | 27 | 22 | 17  |
| 05. | STV Horst-Emscher       | 16 | 07 | 2 | 07 | 39 | 41 | 16  |
| 06. | Union Gelsenkirchen     | 16 | 05 | 5 | 06 | 17 | 32 | 15  |
| 07. | VfL Bochum              | 16 | 06 | 1 | 09 | 34 | 39 | 13  |
| 08. | SG Wattenscheid 09      | 16 | 03 | 3 | 10 | 16 | 56 | 09  |
| 09. | VfB Peine               | 16 | 03 | 2 | 11 | 18 | 39 | 08  |

Groupe 2
|     |                    | M  | G  | N | P  | +  | -  | Pts |
| --- | ------------------ | -- | -- | - | -- | -- | -- | --- |
| 01. | SpVgg Erkenschwick | 16 | 11 | 3 | 02 | 49 | 21 | 25  |
| 02. | Preußen Münster    | 16 | 08 | 4 | 04 | 48 | 35 | 20  |
| 03. | VfL Altenbögge     | 16 | 08 | 4 | 04 | 25 | 23 | 20  |
| 04. | Borussia Dortmund  | 16 | 07 | 5 | 04 | 49 | 33 | 19  |
| 05. | SpVgg Herten       | 16 | 06 | 4 | 06 | 32 | 27 | 16  |
| 06. | VfB 03 Bielefeld   | 16 | 06 | 3 | 07 | 29 | 38 | 15  |
| 07. | Arminia Marten     | 16 | 05 | 5 | 06 | 28 | 33 | 15  |
| 08. | Arminia Bielefeld  | 16 | 04 | 6 | 06 | 21 | 34 | 14  |
| 09. | Alemannia Dortmund | 16 | 0  | 0 | 16 | 22 | 59 | 0   |

##### Mittelrhein
|     |                    | M | G | N | P | +  | -  | Pts |
| --- | ------------------ | - | - | - | - | -- | -- | --- |
| 01. | SG Düren 99        | 5 | 4 | 0 | 1 | 26 | 06 | 8   |
| 02. | SSV Troisdorf 05   | 5 | 4 | 0 | 1 | 16 | 08 | 8   |
| 03. | Rhenanie Würselen  | 5 | 2 | 1 | 2 | 11 | 07 | 5   |
| 04. | Schwarz-Weiß Köln  | 5 | 2 | 1 | 2 | 09 | 11 | 5   |
| 05. | Grün-Weiß Oedingen | 5 | 1 | 1 | 3 | 05 | 17 | 3   |
| 06. | TuS Nümbrecht      | 5 | 0 | 1 | 4 | 02 | 20 | 1   |

##### Niederrhein
Bezirk Berg-Mark
|     |                        | M | G | N | P | +  | -  | Pts |
| --- | ---------------------- | - | - | - | - | -- | -- | --- |
| 01. | VfL Benrath            | 4 | 4 | 0 | 0 | 13 | 02 | 8   |
| 02. | VfB Marathon Remscheid | 4 | 2 | 1 | 1 | 14 | 10 | 5   |
| 03. | Ohligser FC 06         | 4 | 1 | 2 | 1 | 08 | 08 | 4   |
| 04. | TSG Vohwinkel 1880     | 4 | 1 | 1 | 2 | 09 | 08 | 3   |
| 05. | Borussia Velbert       | 4 | 0 | 0 | 4 | 04 | 20 | 0   |

Bezirk Linker Niederrhein
1er tour
|                      | Résultat |                  |
| BV Kevelaer          | 4-2      | SpV Grefrath     |
| SVG Neuss-Weißenberg | 2-3      | TuS Grevenbroich |
| TuS Lintfort         | 8-0      | Concordia Goch   |

2e tour
|                  | Résultat |                  |
| TuS Lintfort     | 0-2      | TuS Grevenbroich |
| Preussen Krefeld | 9-0      | BV Kevelaer      |

Demi-finale
|                  | Résultat |                  |
| Preussen Krefeld | 3-2ap    | Union Krefeld    |
| Rheydter SV      | 5-0      | TuS Grevenbroich |

Finale
| Équipe 1         | Score | Équipe 2    | Aller | Retour |
| ---------------- | ----- | ----------- | ----- | ------ |
| Preussen Krefeld | 1-5   | Rheydter SV | 0-2   | 1-3    |

Bezirk Rechter Niederrhein
|     |                        | M | G | N | P | +  | -  | Pts |
| --- | ---------------------- | - | - | - | - | -- | -- | --- |
| 01. | Rot-Weiß Oberhausen    | 4 | 4 | 0 | 0 | 20 | 03 | 8   |
| 02. | Meidericher SpV        | 4 | 3 | 0 | 1 | 25 | 09 | 6   |
| 03. | VfB Speldorf           | 4 | 1 | 0 | 3 | 09 | 13 | 2   |
| 04. | VfB Lohberg            | 4 | 1 | 0 | 3 | 11 | 16 | 2   |
| 05. | VfB Rheingold Emmerich | 4 | 1 | 0 | 3 | 03 | 27 | 2   |

Bezirk Ruhr
|     |                         | M | G | N | P | +  | -  | Pts |
| --- | ----------------------- | - | - | - | - | -- | -- | --- |
| 01. | Preußen Essen           | 4 | 4 | 0 | 0 | 15 | 05 | 8   |
| 02. | VfB Rellinghausen       | 4 | 2 | 0 | 2 | 06 | 07 | 4   |
| 03. | Sportfreunde Katernberg | 4 | 2 | 0 | 2 | 06 | 08 | 4   |
| 04. | TuRa 1886 Essen         | 4 | 1 | 0 | 3 | 09 | 12 | 2   |
| 05. | VfR Kupferdreh          | 4 | 1 | 0 | 3 | 07 | 11 | 2   |

##### Endrunde
Demi-finale
|                     | Résultat |               |
| Rot-Weiß Oberhausen | 1-0ap    | Preußen Essen |
| VfL Benrath         | 9-3      | Rheydter SV   |

Finale
|                     | Résultat |             |
| Rot-Weiß Oberhausen | 2-0      | VfL Benrath |

## Zone soviétique

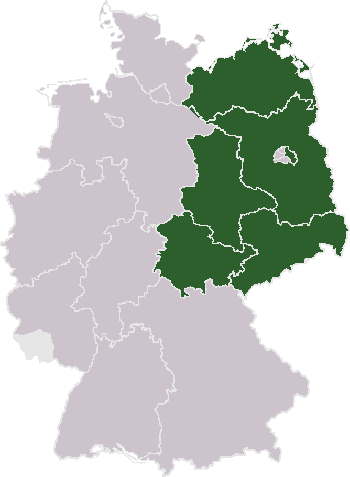
Zone d'occupation soviétique

Il n'y avait pas de football régulier en zone d'occupation soviétique. Le football reprendra au niveau local lors de la saison 1946-1947, et le championnat de la zone soviétique ne commencera qu'en 1948.
La décision du Conseil des Alliés fut appliquée avec une rigueur particulière, ce qui explique la disparition de nombreux noms historiques, et seuls quelques-uns seront ressuscités après 1989.

## Berlin
La Berliner Stadtliga 1945-1946 (en français : « Ligue berlinoise de football 1945-1946 ») fut une ligue de football organisée en guise championnat de reprise à la fin de la Seconde Guerre mondiale dans la capitale allemande.
Cette ligue est parfois erronément appelée « Oberliga Berlin ». Ce terme est inexact car ce ne fut officiellement qu’en 1947 que la DFB (qui retrouvait ses pleines prérogatives définitivement abandonnées en 1940 sous le régime nazi) créa les Oberligen. La Berliner Stadtliga conserva son nom mais fut alors dénommée, « par facilité », « Oberliga Berlin ».

### Zones d’occupation à Berlin
Les secteurs d’occupation ont été délimités par rapport aux 20 districts administratifs établis lors de la création du Grand Berlin en 1920.
Les 23 districts nommés ci-après sont ceux qui existaient à la veille de la réunification de la ville en 1990. Ceux créés après 1945 sont marqués d’un astérisque et étaient tous dans la zone soviétique.
- Secteur américain : les districts de Kreuzberg, Neukölln, Tempelhof, Schöneberg, Steglitz et Zehlendorf.
- Secteur britannique : les districts de Tiergarten, Charlottenburg, Wilmersdorf et Spandau.
- Secteur français : les districts de Reinickendorf et Wedding
- Secteur soviétique : les districts de Friedrichshain, Hellersdorf*, Hohenschönhausen*, Köpenick, Lichtenberg, Marzahn*, Mitte, Pankow, Prenzlauer Berg, Treptow et Weissensee.

### Reprise des activités sportives
Les activités sportives purent reprendre dès la fin de l’été/début de l’automne 1945. L’importance et l’organisation de cette reprise varia selon les endroits. Pendant trois saisons complètes, on eut droit à des championnats de zone d’occupation.
À Berlin et dans les zones d’occupation américaine et française, les compétitions reprirent déjà pour la saison 1945-1946. En novembre 1945, la zone américaine américaine vit démarrer une Oberliga Süd, puis en janvier 1946, ce fut la Oberliga Südwest.
Dans la britannique, il fallut attendre le championnat 1946-1947.
Pour ce qui est de la zone soviétique, les rencontres restèrent confinées quasi localement jusqu’en 1947. Dans cette zone, les équipes restèrent très étroitement contrôlées et surveillées par les autorités soviétiques. Ainsi alors qu’ailleurs les clubs retrouvèrent rapidement leur indépendance et leur nom d’origine, les cercles de la zone Est restèrent des Sportgemeinschaften.

### Compétition
Ce fut évidemment dans la zone de Berlin que les tensions entre des deux blocs idéologiques (Est/Ouest) se mirent en place et se firent le plus ressentir. Cependant, les compétitions de football continuèrent de regrouper les deux secteurs de la ville jusqu’en 1950.
Lors de la saison 1945-1946, trente-six Sportgemeinschaften furent alignées. Elles furent réparties en quatre groupes. Le champion de chaque série participa à un tour final désignant le champion berlinois.
En fin de compétition, douze équipes furent sélectionnées pour composer la Berliner Stadtliga 1946-1947.

#### Légende
|  | Qualifié pour le tour final                   |
|  | Qualifié pour la Berliner Stadtliga 1946-1947 |
|  | Berliner Meister                              |

#### Classement

##### Groupe A
|   |   | Secteurs |                       | M  | G  | N | P  | +  | -  | DB  | Pts |
| - | - | -------- | --------------------- | -- | -- | - | -- | -- | -- | --- | --- |
| Q | 1 | West     | SG Wilmersdorf        | 16 | 13 | 3 | 0  | 67 | 8  | 59  | 29  |
| Q | 2 | West     | SG Tempelhof          | 16 | 11 | 0 | 5  | 37 | 39 | -2  | 22  |
| Q | 3 | West     | SG Reinickendorf-West | 16 | 9  | 2 | 5  | 54 | 33 | 21  | 20  |
|   | 4 | West     | SG Kreuzberg-Ost      | 16 | 9  | 2 | 5  | 47 | 28 | 19  | 20  |
|   | 5 | West     | SG Spandau-Altstadt   | 16 | 9  | 2 | 5  | 22 | 29 | -7  | 20  |
|   | 6 | West     | SG Schöneberg-Nord    | 16 | 6  | 3 | 7  | 30 | 25 | 5   | 15  |
|   | 7 | Ost      | SG Hohenschönhausen   | 16 | 4  | 1 | 11 | 28 | 64 | -36 | 9   |
|   | 8 | West     | SG Reinickendorf-Ost  | 16 | 3  | 0 | 13 | 30 | 78 | -48 | 6   |
|   | 9 | Ost      | SG Friedrichsfelde    | 16 | 1  | 1 | 14 | 23 | 70 | -47 | 3   |

##### Groupe B
|   |   | Secteurs |                      | M  | G  | N | P  | +  | -  | DB  | Pts |
| - | - | -------- | -------------------- | -- | -- | - | -- | -- | -- | --- | --- |
| Q | 1 | West     | SG Mariendorf        | 16 | 13 | 1 | 2  | 71 | 32 | 39  | 27  |
| Q | 2 | West     | SG Osloer Strasse    | 16 | 10 | 2 | 4  | 49 | 23 | 26  | 22  |
| Q | 3 | West     | SG Südring           | 16 | 10 | 1 | 5  | 41 | 28 | 13  | 21  |
|   | 4 | West     | SG Britz             | 16 | 9  | 2 | 5  | 54 | 40 | 14  | 20  |
|   | 5 | West     | SG Schillerpark      | 26 | 6  | 2 | 8  | 27 | 38 | -11 | 14  |
|   | 6 | West     | SG Niederschönhausen | 16 | 5  | 2 | 9  | 35 | 40 | -5  | 12  |
|   | 7 | Ost      | SG Stralau           | 15 | 5  | 2 | 8  | 31 | 49 | -18 | 12  |
|   | 8 | Ost      | SG Grünau            | 16 | 5  | 0 | 11 | 26 | 40 | -14 | 10  |
|   | 9 | West     | SG Borsigwalde       | 15 | 2  | 0 | 13 | 11 | 55 | -44 | 4   |

- La rencontre "SG Borsigwalde-SG Stralau" ne fut pas disputée.

##### Groupe C
|   |   | Secteurs |                         | M  | G  | N | P  | +  | -  | DB  | Pts |
| - | - | -------- | ----------------------- | -- | -- | - | -- | -- | -- | --- | --- |
| Q | 1 | West     | SG Staaken              | 16 | 13 | 1 | 2  | 55 | 23 | 32  | 27  |
| Q | 2 | West     | SG Charlottenburg       | 16 | 11 | 1 | 4  | 59 | 27 | 33  | 23  |
| Q | 3 | Ost      | SG Köpenick             | 16 | 10 | 1 | 5  | 54 | 30 | 24  | 21  |
|   | 4 | West     | SG Prenzlauer Berg-Nord | 16 | 8  | 0 | 8  | 32 | 39 | -7  | 16  |
|   | 5 | West     | SG Rixdorf              | 16 | 7  | 1 | 8  | 35 | 40 | -5  | 15  |
|   | 6 | West     | SG Tiergarten           | 16 | 4  | 4 | 8  | 36 | 33 | 3   | 12  |
|   | 7 | West     | SG Gesundbrunnen        | 16 | 6  | 0 | 10 | 34 | 52 | -18 | 12  |
|   | 8 | Ost      | SG Oberschöneweide      | 16 | 3  | 4 | 9  | 26 | 43 | -17 | 10  |
|   | 9 | Ost      | SG Lichtenberg-Süd      | 16 | 3  | 2 | 11 | 25 | 74 | -49 | 8   |

##### Groupe D
|   |   | Secteurs |                         | M  | G  | N | P | +  | -  | DB  | Pts |
| - | - | -------- | ----------------------- | -- | -- | - | - | -- | -- | --- | --- |
| Q | 1 | West     | SG Prenzlauer Berg-West | 16 | 12 | 2 | 2 | 63 | 34 | 29  | 26  |
| Q | 2 | Ost      | SG Stadtmitte           | 16 | 9  | 4 | 3 | 36 | 32 | 4   | 22  |
|   | 3 | Ost      | SG Niederschöneweide    | 16 | 5  | 5 | 6 | 30 | 31 | -1  | 15  |
| Q | 4 | Ost      | SG Lichtenberg-Nord     | 16 | 6  | 3 | 7 | 34 | 37 | -3  | 15  |
|   | 5 | Ost      | SG Adlershof            | 16 | 6  | 3 | 7 | 43 | 52 | -9  | 15  |
|   | 6 | West     | SG Nordbahn             | 16 | 7  | 0 | 9 | 42 | 42 | 0   | 14  |
|   | 7 | Ost      | SG Johannisthal         | 16 | 5  | 3 | 8 | 37 | 41 | -4  | 13  |
|   | 8 | West     | SG Neukölln             | 16 | 6  | 1 | 9 | 39 | 24 | 15  | 13  |
|   | 9 | Ost      | SG Weissenssee          | 16 | 4  | 3 | 9 | 24 | 55 | -31 | 11  |

##### Tour final
|    |   | Secteurs |                         | M | G | N | P | +  | -  | DB  | Pts |
| -- | - | -------- | ----------------------- | - | - | - | - | -- | -- | --- | --- |
| Ch | 1 | West     | SG Wilmersdorf          | 6 | 5 | 0 | 1 | 28 | 11 | 19  | 10  |
|    | 2 | West     | SG Prenzlauer Berg-West | 6 | 3 | 1 | 2 | 17 | 3  | 14  | 7   |
|    | 3 | West     | SG Staaken              | 6 | 3 | 1 | 2 | 17 | 13 | 4   | 7   |
|    | 4 | West     | SG Mariendorf           | 6 | 0 | 0 | 6 | 8  | 33 | -25 | 0   |

### Correspondances des "SG" avec les clubs actuels
Les différentes Sportgemeinschaften qui participèrent à cette Berliner Stadtliga 1945-1946 reprirent par la suite soit leur nom d’origine, soit entrèrent, le plus souvent par fusion, dans la composition d’un club dans l’acception traditionnelle du terme.
Les équipes du secteur Est tombèrent sous le coup des réformes appliquées par le Deutscher Sportausschuß qui géra les activités sportives lors de la création de la RDA en octobre 1949.
Le tableau ci-dessous vous propose un "cross-index" pour les 36 équipe (SG) alignées en 1945-1946.
Les équipes sont classées dans l’ordre alphabétique des Sportgemeinschaften.
| Ordre | Secteurs | Noms "SG"               | Clubs actuels                         | Remarques |
| ----- | -------- | ----------------------- | ------------------------------------- | --- |
| 1     | Ost      | SG Adlershof            | Adlershofer BC 08                     | |
| 2     | West     | SG Borsigwalde          | SC Borsigwalde 1910                   | redevint le Borsigwalder SV Minerva. Fusion en 1980 avec le SC Bavaria Berlin. |
| 3     | West     | SG Britz                | VfB Concordia Britz                   | redevint le VfB Britz 1916. En 1999, fusion avec le PSV Concordia Gropiusstadt. |
| 4     | West     | SG Charlottenburg       | Tennis Borussia Berlin                | composée avec le SC Charlottenburg. |
| 5     | Ost      | SG Friedrichsfelde      | SC Borussia 1920 Friedrichsfelde      | fut la BSG Motor Lichtenberg et retrouva son nom historique en 1990. |
| 6     | West     | SG Gesundbrunnen        | Hertha BSC Berlin                     | composée en association avec le SV Norden-Nordwest. Reprit son nom dès 1947 |
| 7     | Ost      | SG Grünau               | Grünauer BC                           | changea plusieurs fois d’appellations jusqu’en 1963 quand il devint la BSG Luftfahrt Berlin. |
| 8     | Ost      | SG Johannisthal         | SG Sportfreunde Johannisthal 1930     | devint la BSG Stahl Schöneweide jusqu’en 1990 |
| 9     | Ost      | SG Hohenschönhausen     | HSV Rot-Weiss Berlin                  | porta les appellations de SG Hohenschönhausen et de SC Hohenschönhausen. Après 1990, devint le Hohenschönhausener SC qui fusionna en 1991 avec le Weissenseer SV Rot-Weiss pour former le HSV Rot-Weiss Berlin. |
| 10    | Ost      | SG Köpenick             | SSV Köpenick-Oberspree                | brièvement appelé SC Köpenick en 1949, le club fut ensuite la SG Köpenick, puis la Genossenschafts-SG Köpenick, la BSG Köpenick et la BSG Mechanisierung Berlin-Köpenick. Redevenu SSV Köpenick 08, il fusionna en 2004 avec le SSV Oberspree (ancien BSG Einheit Berlin Mitte). |
| 11    | West     | SG Kreuzberg-Ost        | FC Hansa 07 Berlin                    | |
| 12    | Ost      | SG Lichtenberg-Nord     | SV Lichtenberg 47                     | fut ensuite le SC Lichtenberg 47 puis le SG Lichtenberg 47. Fusion en 1969 avec la BSG Elpro pour devenir la BSG EAB Lichtenberg 47. Prit son nom actuel après 1990. |
| 13    | Ost      | SG Lichtenberg-Süd      | SV Sparta Lichtenberg                 | fut ensuite la ZSG Sparta-Siemens Lichtenberg puis plus tard la BSG Sparta Berlin puis la BSG Sparta Lichtenberg. |
| 14    | West     | SG Mariendorf           | SV Blau-Weiss Berlin                  | |
| 15    | West     | SG Neukölln             | SV Tasmania Gropiusstadt 73           | devint SG Neukölln-Mitte puis SC Tasmania 1900 qui ferma en 1973 et fut reconstitué sous le nom SV Tasmania 73 Neukölln. Renommé en 2001. |
| 16    | West     | SG Niederschönhausen    | SV Nord Wedding 1893                  | fusionna avec le SG Schillerpark pour former le SC Rapide Wedding 1893. Fusionna en 2001 avec SV Nord-Nordstern 1896 (lui-même issu d’une fusion en 1973 entre VfL Nord Berlin et BFC Nordstern 07). |
| 17    | Ost      | SG Niederschöneweide    | SG NARVA Berlin                       | devint la SG Oberspree qui en février 1949 fusionna avec la BSG Motor Friedrichshain-Ost. Il porta successivement les noms de BSG Mechanik Friedrichshain (15/11/1950), BSG Motor Friedrichshain-Ost (1951) puis BSG Motor Berliner Glühlampenwerk (1954). En 1969, devint BSG NARVA Berlin.                                                                                                |
| 18    | West     | SG Nordbahn             | SV Nord Wedding 1893                  | devint le VfL Nord Berlin qui fusionna en 1973 avec BFC Nordstern 07 pour former SV Nord-Nordstern 1896. Celui-ci fusionna en 2001 avec SC Rapide Wedding 1893. |
| 19    | Ost      | SG Oberschöneweide      | 1. FC Union Berlin SC Union 06 Berlin | remporta la ligue berlinoise en 1950 sous le nom de SG Union Oberschöneweide. Face au refus des autorités soviétiques de les laisser participer à la phase finale du championnat la majorité de joueurs passa à l’Ouest, où il refondèrent l’actuel SC Union 06. Dans le secteur Est, au club fut substitué la BSG Motor Oberschöneweide puis fut ensuite créé l’actuel 1. FC Union Berlin. |
| 20    | West     | SG Osloer Strasse       | SV Nord Wedding 1893                  | devint le SG Nordstern en 1947 puis le BFC Nordstern 07 en 1949. En 1973, il fusionna avec le VfL Nord Berlin pour former le SV Nord-Nordstern 1896 qui fusionna en 2001 avec le SC Rapide Wedding 1893. |
| 21    | West     | SG Prenzlauer Berg-Nord | WFC Corso 99/Vineta                   | devint en 1953 la SpVgg Vineta 05. En 1973, il fusionna avec Corso 99 pour former SC Corso/Vineta. En 1996, ce club fusionna avec le Weddinger FC 08 (formé en 1972 par la fuision du BFC Columbia 08 et du SpVgg Athen 1914)L |
| 22    | West     | SG Prenzlauer Berg-West | BFC Alemannia 90 Wacker               | reprit ensuite son appellation de BFC Alemannia 90 qui fusionna en 1996 avec le SC Wacker 04 Berlin |
| 23    | West     | SG Reinickendorf-Ost    | Reinickendorfer Füchse                | d’abord reconstitué sous le nom de SG Felseneck, il devint la SG Reinickendorf-Ost. En juillet 1948, il fut brièvement le Halley-Borussia Reinickendorf. En décembre 1948, il fut englobé par le Reinickendorfer Füchse. |
| 24    | West     | SG Reinickendorf-West   | BFC Alemannia 90 Wacker               | reprit son appellation de SC Wacker 04 Berlin qui fusionna en 1996 avec le BFC Alemannia 90. |
| 25    | West     | SG Rixdorf              | 1. FC Neukölln                        | prit le nom de 1. FC Neukölln en 1949 |
| 26    | West     | SG Schillerpark         | SV Nord Wedding 1893                  | fusionna avec la SG Niederschönhausen pour former le SC Rapide Wedding 1893 qui fusionna en 2001 avec SV Nord-Nordstern 1896 (lui-même issu d’une fusion en 1973 entre VfL Nord Berlin et BFC Nordstern 07). |
| 27    | West     | SG Schöneberg-Nord      | BSC Kickers 1900                      | prit le nom de BSC kickers 1900 en 1951. |
| 28    | West     | SG Spandau-Altstadt     | Spandauer SV                          | prit le nom de Spandauer SV 1894 en 1949. |
| 29    | West     | SG Staaken              | SC Staaken 1919                       | prit le nom de SC Staaken 1919 en 1948. |
| 30    | Ost      | SG Stadtmitte           | néant                                 | Cette SG disparut en 1947. |
| 31    | Ost      | SG Stralau              | FSV Berolina Stralau                  | poursuivit ces activités comme la SG Berolina Stralau. Ce fut un des rares clubs de Berlin-Est à ne pas voir se trouver placée sous la direction d’une entreprise. En 1990, le club fut renommé SV Stralau 1901. Il fusionna en 1992 avec l’Eintracht Friedrichshain pour former le Friedrichshainer SV Berolina Stralau 01.                                                                |
| 32    | West     | SG Südring              | BFC Südring                           | renommé SC Südring en 1947, il prit le nom de Berliner FC Südring en 1950. |
| 33    | West     | SG Tempelhof            | BFC Viktoria 89 Berlin                | en juillet 1947, le club reprit son appellation historique de Berliner FC Viktoria 89. |
| 34    | West     | SG Tiergarten           | SC Minerva 93 Berlin                  | en vue de la saison 1948-1949, le club reprit son appellation historique de SC Minerva 93. |
| 35    | Ost      | SG Weissenssee          | HSV Rot-Weiss Berlin                  | En 1949, donna naissance à la BSG Motor Weissensee. En 1990, le club devint le Weissenseer SV Rot-Weiss qui fusionna en 1991 avec le Hohenschönhausener SC pour former le HSV Rot-Weiss Berlin |
| 36    | West     | SG Wilmersdorf          | Berliner SV 92                        | en 1948, le club reprit son appellation historique de Berliner SV 92. |